# ピーター・アクゼル
ピーター・ヘンリー・ジョージ・アクゼル（Peter Henry George Aczel, 1941年10月31日 - 2023年8月1日） は、英国の数理論理学者、計算機科学者。マンチェスター大学数学・計算機科学部名誉教授だった。
フレーゲ構造（Frege structure）、構成的集合論、非有基的集合論（non-well-founded set theory）の一つであるアクゼル集合論（ZFC-+AFA）などの業績で知られる。

## 業績

### フレーゲ構造（Frege structure）
ゴットロープ・フレーゲ（1848-1925）は、算術を論理化するという論理主義（logicism）の企図を実行するため、『算術の基本法則』（Grundgesetze der Arithmetik）第一卷（1893）、第二卷(1903）を著し、その計画を形式的にも厳密に展開したが、第二卷の刊行直前の1902年、イギリスのバートランド・ラッセルから関数の値域（course of values）に基づく同一性を定めた第V公理に関するパラドックス（ラッセルのパラドックス）を指摘されるに至り、フレーゲの回避策も虚しく、論理主義の計画を放棄せざるを得なくなった、と言われる。
アクゼルは、この第V公理に関するパラドックスの原因を、あらゆる対象を命題（英: proposition, 独: Satz）へと変換するフレーゲの水平線（horizontal stroke）"−"に求めた。
```
− :: Any -> Proposition
```

この水平線を用いれば、体系のあらゆる対象、例えば数字の０であっても水平線を作用させた"−0"は体系の対象の中でも特に命題（proposition）へと変換されてしまう。カントールの素朴集合論以来、集合の内包的定義（comprehensional definition）は、
{x | "なにかxを含む命題" }
というように命題を用いることでなされてきた。水平線を持つ体系であれば、その内容が捉えにくいものであってもあらゆる対象を命題とすることができ、しかも、それが特に特別な命題である真（true)に等しくありさえすれば、自分自身を含む集合 { x | x ∈ x } さえ定義できるような強力な「内的」定義可能性（"internal" definability）を持つ。
このように矛盾する『基本法則』の構成からその原因を突き止めたアクゼルは、矛盾しない正当であると考えられる部分を取り出し、それをフレーゲ構造（Frege structure）と名付けた。
アクゼルのフレーゲ構造は、型無しλ計算に基づいて命題（proposition）、真理（truth）、さらには集合（set）を付け加えた体系で、特に（構成的）集合はλ式として表現されるが、水平線を持たないため内的定義可能性は素朴集合論よりも大幅に減ぜられる。そのため、ラッセルのパラドックスを引き起こすような病的巨大集合はそもそも内的定義できないため、パラドックスは消極的に回避されることになる。
フレーゲによる関数の「値域」と構成的集合
フレーゲ構造の体系において、（構成的）集合は、スコットのクラス抽象をλ式で表現することに倣って、λ式で表現される。具体的には次のように定義される。
（構成的）集合
命題を返す関数 f のλ抽象 λx. f(x)
集合の内包表記 {x | e[x] }
命題を返す関数が<e[x]|x>で表されるとき、その集合（λ抽象） λx . <e[x]|x> を特に {x | e[x]} と表す。

## 著作論文
- Peter Aczel (1978), A General Church-Rosser Theorem
- Peter Aczel (1980), J.Barwise, H.J. Keisler, K. Kunen, ed., “Frege structures and the notions of proposition, truth and set”, The Kleene Symposium: Proceedings of the Symposium Held June 18-24,  1978 at Madison, Wisconsin, U.S.A (North-Holland)（フレーゲ哲学の最新像(2007)に前半部妙訳と解説が収録されている。）
- Peter Aczel, foreward by Jon Barwise (1988), Non-well-founded sets